# Скраптииды
Скраптииды (лат. Scraptiidae) — семейство жуков (Coleoptera) из надсемейства тенебрионоидные.

## Описание
Длина от 1 до 13,5 мм, чаще 2—6 мм. Включаемый в это семейство вид Anaspis pulicaria Costa, 1854 является хортобионтом и филлофагом.

## Палеонтология
Древнейшие представители семейства известны из мелового ливанского янтаря и раннемеловых отложений Забайкалья.

## Систематика
Около 300 видов. В России — 1 вид. Иногда включает в своём составе в ранге подсемейства Anaspidinae семейство Anaspididae Mulsant, 1856. Без учёта этого подсемейства в фауне юга европейской части России представлены 3 вида рода Scraptia: S. caucasicola Roubal, 1924; S. fuscula P.W.J.Mueller и S. jakowleffi (= jakovlevi) Reitter, 1889.
- Allopodini
  - Allopoda
  - Evalces
  - Pseudoscraptia
- Scraptiini
  - †Archescraptia
  - Biophida
  - Biophidina
  - Canifa
  -  ?Egydiella
  - Neoscraptia
  - Nothotelus
  - †Palaeoscraptia
  - Pectotoma
  - Phytilea
  - Scraptia
  - Tolmetes
  - Trotomma
  - Trotommidea
  - Xylophilostenus